# Лопатева черепаха сіроспинна
Лопатева черепаха сіроспинна (Cycloderma frenatum) — вид черепах з роду Західноафриканські лопатеві черепахи родини Трикігтеві черепахи. Інша назва «замбезійська м'якотіла черепаха».

## Опис
Загальна довжина карапаксу коливається від 35 до 56 см, вага до 14 кг. Голова помірного розміру. Карапакс овальний. У молодих черепах на карапаксі є кіль й безліч дрібних горбиків, які з віком, як і кіль, зникають. Має досить потужні передні лапи, які наділені плавальними перетинками.
Голова сіра або зеленувата з 5 чорними смужками. Підборіддя й горло також з темними смужками. Карапакс зеленуватого кольору іноді зі слабкими плямами. У дорослих пластрон кремового кольору з сірими плямами. Кінцівки сірувато-зеленого забарвлення.

## Спосіб життя
Полюбляє річки, струмки та озера як з проточними, так і стоячими водами. Досить боязка черепаха. Більшу частину часу проводить зарившись у бруд або пісок. Харчується рибою, равликами, двостулковими, земноводними. Використовуючи передні лапи викопує з мулу хробаків.
Сезон парування випадає на грудень—березень, відкладання яєць на літо. Самиця відкладає 15—25 сферичних яєць з тендітною шкаралупою та діаметром 30-35 мм. Черепашенята вилуплюються з грудня по лютий. Довжина новонароджених 40—48 мм. Вони забарвлені як дорослі черепахи, але більш яскраво.

## Розповсюдження
Мешкає у східній Африці: від басейнів річок Руфіджі та Замбезі у Танзанії на південь до Замбії, Зімбабве, Малаві й Мозамбіку.